# Авианосцы типа «Эссекс»
Тип «Эссекс» (англ. Essex class) — серия тяжёлых ударных авианосцев США периода Второй мировой войны. Спроектированы в 1938—1940 годах, при этом первоначально предполагалось построить лишь один корабль этого типа, в дополнение к авианосцам типа «Йорктаун». Однако уже вскоре были заказаны ещё два, а вступление США в войну в декабре 1941 года потребовало массовой постройки авианосцев, в качестве которых, как наиболее современный, был выбран тип «Эссекс». В общей сложности с 1940 по 1945 были построены 24 авианосца типа «Эссекс», что сделало их как наиболее многочисленной серией авианосцев в истории, не считая эскортных, так и наиболее многочисленной серией военных кораблей водоизмещением более 20 000 т.
Первый из авианосцев типа «Эссекс» вступил в строй в декабре 1942 года, а в 1943 году они стали основным типом тяжёлых авианосцев США и активно использовались вплоть до конца войны, причём при этом ни один из них не был потерян, хотя несколько из авианосцев получали серьёзные повреждения. В первые послевоенные годы 14 из них были выведены в резерв, при этом часть из него уже не выводилась. В 1949—1953 годах большинство из них прошли капитальную модернизацию, при этом модернизированные корабли стали известны также как тип «Орискани», по имени первого из них, перестроенного ещё на стапеле. В таком виде они использовались в ряде послевоенных конфликтов, включая Корейскую и Вьетнамскую войны, но в конце 1960-х — начале 1970-х большинство из этих морально устаревших кораблей было снято с вооружения. Лишь один из них, «Лексингтон», оставался в строю в роли учебного авианосца вплоть до 1992 года.

### Энергетическая установка
Установка была унифицирована с аналогичной установкой лёгкого крейсера «Атланта» и представляла собой как бы удвоенный вариант последней: четыре главных агрегата и восемь паровых котлов вместо двух и четырёх на крейсере. Каждый из ГТЗА фирмы «Вестингауз» работал на свой гребной винт. По сравнению с примененными на крейсере котлы авианосца отличались пониженным давлением (39,5 атм).
Зубчатые редукторы были основным источником неполадок, а шум при их работе достигал 125 децибел.

## Представители
| Название                         | Номер         | Судоверфь                                   | Закладка                                    | Спуск на воду                                          | Вступление в строй                                     | Судьба                                                 |
| -------------------------------- | ------------- | ------------------------------------------- | ------------------------------------------- | ------------------------------------------------------ | ------------------------------------------------------ | ------------------------------------------------------ |
| Эссекс Essex                     | CV-9          | NNS                                         | 28 апреля 1941                              | 31 июля 1942                                           | 31 декабря 1942                                        | снят с вооружения 30 июня 1969, пущен на слом          |
| Йорктаун Yorktown                | CV-10         | NNS                                         | 1 декабря 1941                              | 21 января 1943                                         | 15 апреля 1943                                         | снят с вооружения 27 июня 1970, музейный корабль       |
| Интрепид Intrepid                | CV-11         | NNS                                         | 1 декабря 1941                              | 26 апреля 1943                                         | 16 августа 1943                                        | снят с вооружения 15 марта 1974, музейный корабль      |
| Хорнет Hornet                    | CV-12         | NNS                                         | 3 августа 1942                              | 30 августа 1943                                        | 29 ноября 1943                                         | снят с вооружения 26 июня 1979, музейный корабль       |
| Франклин Franklin                | CV-13         | NNS                                         | 7 декабря 1942                              | 14 октября 1943                                        | 31 января 1944                                         | снят с вооружения 1 октября 1964, пущен на слом        |
| Лексингтон Lexington             | CV-16         | Bethlehem                                   | 15 июля 1941                                | 26 сентября 1942                                       | 17 марта 1943                                          | снят с вооружения 8 ноября 1991, музейный корабль      |
| Банкер-Хилл Bunker Hill          | CV-17         | Bethlehem                                   | 15 сентября 1941                            | 7 декабря 1942                                         | 24 мая 1943                                            | снят с вооружения 1 ноября 1966, пущен на слом         |
| Уосп Wasp                        | CV-18         | Bethlehem                                   | 18 марта 1942                               | 17 августа 1942                                        | 24 ноября 1943                                         | снят с вооружения 1 июля 1972, пущен на слом           |
| Беннингтон Bennington            | CV-20         | верфь флота в Нью-Йорке                     | 15 декабря 1942                             | 26 февраля 1944                                        | 6 августа 1944                                         | снят с вооружения 15 января 1970, пущен на слом        |
| Бон Омм Ричард Bon Homme Richard | CV-31         | верфь флота в Нью-Йорке                     | 1 февраля 1943                              | 29 апреля 1944                                         | 26 ноября 1944                                         | снят с вооружения 2 июля 1971, пущен на слом           |
| Тикондерога Ticonderoga          | CV-14         | NNS                                         | 1 февраля 1943                              | 7 февраля 1944                                         | 8 мая 1944                                             | снят с вооружения 1 сентября 1973, пущен на слом       |
| Рэндольф Randolph                | CV-15         | NNS                                         | 10 мая 1943                                 | 29 июня 1944                                           | 9 октября 1944                                         | снят с вооружения 13 февраля 1969, пущен на слом       |
| Хэнкок Hancock                   | CV-19         | Bethlehem                                   | 26 января 1943                              | 24 января 1944                                         | 15 апреля 1944                                         | снят с вооружения 30 января 1976, пущен на слом        |
| Боксер Boxer                     | CV-21         | NNS                                         | 13 сентября 1943                            | 14 декабря 1944                                        | 16 апреля 1945                                         | снят с вооружения 1 декабря 1969, пущен на слом        |
| Лейте Leyte                      | CV-32         | NNS                                         | 21 февраля 1944                             | 23 августа 1945                                        | 11 апреля 1946                                         | снят с вооружения 15 мая 1959, пущен на слом           |
| Кирсардж Kearsarge               | CV-33         | верфь флота в Нью-Йорке                     | 1 марта 1944                                | 5 мая 1945                                             | 2 марта 1946                                           | снят с вооружения 13 февраля 1970, пущен на слом       |
| Орискани Oriskany                | CV-34         | верфь флота в Нью-Йорке                     | 1 мая 1944                                  | 13 октября 1945                                        | 25 сентября 1950                                       | снят с вооружения 30 сентября 1975, затоплен в 2006    |
| Репрайзел Reprisal               | CV-35         | верфь флота в Нью-Йорке                     | 1 июля 1944                                 | спущен на воду в 1946 для очистки стапеля, не достроен | спущен на воду в 1946 для очистки стапеля, не достроен | спущен на воду в 1946 для очистки стапеля, не достроен |
| Антиетам Antietam                | CV-36         | верфь флота в Филадельфии                   | 14 марта 1943                               | 20 августа 1944                                        | 28 июня 1945                                           | снят с вооружения 8 мая 1963, пущен на слом            |
| Принстон Princeton               | CV-37         | Philadelphia NSY                            | 14 сентября 1943                            | 8 июля 1945                                            | 18 ноября 1945                                         | снят с вооружения 30 января 1970, пущен на слом        |
| Шангри-Ла Shangri-La             | CV-38         | верфь флота в Норфолке                      | 15 января 1943                              | 24 февраля 1944                                        | 15 сентября 1944                                       | снят с вооружения 30 июля 1971, пущен на слом          |
| Лейк-Чемплен Lake Champlain      | CV-39         | верфь флота в Норфолке                      | 15 марта 1943                               | 2 ноября 1944                                          | 3 июня 1945                                            | снят с вооружения 2 мая 1966, пущен на слом            |
| Тарава Tarawa                    | CV-40         | верфь флота в Норфолке                      | 5 января 1944                               | 12 мая 1945                                            | 8 декабря 1945                                         | снят с вооружения 1 июня 1967, пущен на слом           |
| Вэлли-Фордж Valley Forge         | CV-45         | Philadelphia NSY                            | 7 сентября 1944                             | 18 ноября 1945                                         | 3 ноября 1946                                          | снят с вооружения 16 января 1970, пущен на слом        |
| Иво Джима Iwo Jima               | CV-46         | NNS                                         | 29 января 1945                              | не достроен, разобран на стапеле                       | не достроен, разобран на стапеле                       | не достроен, разобран на стапеле                       |
| Филиппин Си Philippine Sea       | CV-47         | Bethlehem                                   | 19 августа 1944                             | 5 сентября 1945                                        | 11 мая 1946                                            | снят с вооружения 1 декабря 1969, пущен на слом        |
| CV-50 — CV 55                    | CV-50 — CV 55 | не закладывались, постройка отменена в 1945 | не закладывались, постройка отменена в 1945 | не закладывались, постройка отменена в 1945            | не закладывались, постройка отменена в 1945            | не закладывались, постройка отменена в 1945            |